# رع حتب (ملك)
رع حتب، المعروف باسم سخم رع واح خعورع، كان ملكًا مصريًا حكم خلال الفترة الانتقالية الثانية، وهي فترة حكمت فيها مصر بواسطة عدة ملوك. يرى علماء المصريات كيم ريهولت وداريل بيكر أن رع حتب كان أول ملوك الأسرة المصرية السابعة عشرة.

## الشواهد
يبدو أن رع حتب موثق في أبيدوس وقفط.

### أبيدوس

#### EA 833 بمتحف بريطانيا
لوحة جيرية تظهر رع حتب يقدم قربانًا إلى أوزير لصالح اثنين من الموتى، أحدهما ضابط والآخر كاهن. يبدو أن اللوحة صنعت في ورشة عمل بأبيدوس. لوحات أخرى من إنتاج هذه الورشة تخص الملك سخم رع خوتاوي بنتني والملك وبواوات مساف. مما يشير إلى أن هؤلاء الملوك حكموا بفترات زمنية متقاربة.

### قفط

#### UC 14327 بمتحف بتري
رع حتب معروف من لوحة وجدت في قفط تُشير إلى ترميمه لمعبد الإله مين. اللوحة تقرأ:
| رع حتب (ملك) | (... في العام ...) تحت جلالة حور واح عنخ، السيدتان وسر رنبوت، حورس الذهبي واچ ... (... ابن) رع حتب، المعطى الحياة. قال جلالته (؟) لنبلائه ورجال البلاط الذين كانوا في صحبته ... المعبد ... وجدت جلالتي (عند) أبي (مين)، الذي هو رئيس جميع الآلهة، إن بواباته وأبوابه قد انهارت، (... خضعوا؟ أمام) جلالته وقالوا: ما يأمر به كاك سيتم تنفيذه، أيها الملك، سيدنا. إنه حو، في الحقيقة، الذي في فمك، وسيا (الذي في قلبك / عقلك). بتاح-سوكر ... الآلهة شكلك ... لكي تعمل من أجلهم لبناء معابدهم ... لقد وحدت مصر العليا ومصر السفلى. فليكن قلبك فرحًا على عرش حور الأحياء ... أنت تحكم ما (تحيط به الشمس) ... الإله (...) من الناس، ملاذ الجميع... الليل ... في النوم ... الآلهة في السعي لما هو مفيد لهذه الأرض. رع أنشأك كصورته ... ما أُزيل؟... كما كان في زمن آبائك، الملوك الذين تبعوا حورس. لم يكن ... ضائعًا في وقتي ... كما كان في السابق. صنعت آثارًا للآلهة ... عجائب، أُحضرت ... | رع حتب (ملك) |

#### قوس ابن الملك أميني
تم ذكر رع حتب على قوس لأحد أبناء الملك أميني، مُهدى "لخدمة مين في جميع أعياده" في قفط.

## الشواهد غير المعاصرة
في عهد الأسرة الثامنة عشرة، ذُكر رع حتب في قائمة ملوك الكرنك تحت الرقم 48 باسم "[سخم]رع واح خعورع" {[sḫm]-rꜤ wꜢḥ-ḫꜤw}، بين خع عنخ رع سوبك حتب وسواح إن رع سنبميو.
في فترة الرعامسة، لم يُذكر رع حتب في قائمة تورين للملوك.
في أواخر الدولة الحديثة، في قصة خونسو إم حب والشبح، واجه البطل شبحًا يزعم أنه كان في حياته "مشرف الخزائن للملك رع حتب". ومع ذلك، يزعم الشبح أيضًا أنه توفي في العام 14 للملك لاحق يُدعى منتوحتب. هذه الادعاءات تبدو متناقضة حيث لا يُعرف عن أي من خلفاء رع حتب باسم منتوحتب أنه حكم لفترة طويلة، مما يجعل تحديد هوية هذين الملكين مسألة إشكالية.

## النظريات

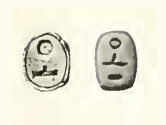
جعلانان يحملان نقش "رع حتب"، يُعتقد أنهما يشيران إلى هذا الملك وفقًا لـ فليندرز بيتري.

بينما يقترح ريهولت وبيكر أن رع حتب كان أول ملوك الأسرة السابعة عشرة، يرى يورغن فون بيكيراث أنه الملك الثاني لهذه الأسرة.
من ناحية أخرى، اقترح كلود فاندرسلاين مؤقتًا تأريخ رع حتب إلى الأسرة الثالثة عشرة بناءً على اعتقاده أن رع حتب كان مرتبطًا بـ سبكمساف الأول، والذي يؤرخه فاندرسلاين أيضًا إلى الأسرة الثالثة عشرة بسبب جودة وعدد التماثيل المنسوبة إليه. وصف بيكر هذه الحجج بأنها "ضئيلة ومرفوضة من قبل معظم العلماء".
إذا كان بالفعل حاكمًا للأسرة السابعة عشرة المبكرة، فإن رع حتب ربما كان يحكم مصر العليا حتى أبيدوس. وفقًا لإعادة بناء ريهولت للفترة الانتقالية الثانية، حكم رع حتب بعد فترة قصيرة من انهيار الأسرة السادسة عشرة مع غزو الهكسوس لطيبة وانسحابهم لاحقًا من المنطقة. في أعقاب هذا الصراع، يُعتقد أن الهكسوس نهبوا ودمروا المعابد والقصور. وبالتالي، "يتفاخر رع حتب بترميمات [أجراها] في معابد بأبيدوس وقفط". في أبيدوس، قام بتجديد جدران معبد أوزير، وفي قفط قام بترميم معبد مين الذي "انهارت بواباته وأبوابه". هذا التسلسل الزمني للأحداث محل جدل، حيث يعتقد بعض العلماء أن طيبة لم يتم غزوها أبدًا بواسطة الهكسوس، بل كان ملوك مصر العليا تابعين للهكسوس.